# Pazar (district, Tokat)
Pazar is een Turks district in de provincie Tokat en telt 15.361 inwoners (2007). Het district heeft een oppervlakte van 215 km². Hoofdplaats is Pazar.
De bevolkingsontwikkeling van het district is weergegeven in onderstaande tabel.
| 1997   | 2000   | 2007   |
| ------ | ------ | ------ |
| 17.301 | 20.295 | 15.361 |